# 卫东区
卫东区是中华人民共和国河南省平顶山市的一个市辖区。面积103平方公里，总人口約32万人。區人民政府駐建设路888号。

## 行政区划
卫东区下辖13个街道办事处：
东安路街道、优越路街道、五一路街道、建设路街道、东环路街道、东工人镇街道、光华路街道、鸿鹰街道、皇台街道、北环路街道、东高皇街道、蒲城街道和申楼街道。

## 人口
根据第七次人口普查数据，截至2020年11月1日零时，卫东区常住人口315705人。